# 27 czerwca
27 czerwca jest 178. (w latach przestępnych 179.) dniem w kalendarzu gregoriańskim. Do końca roku pozostaje 187 dni.

## Święta
- Imieniny obchodzą: Bogodar, Bogudar, Benwenut, Bożdar, Bożydar, Cyryl, Jan, Joanna, Maria, Maryla, Samson, Teresa, Włodzisław, Włodzisława, Władysław i Władysława.
- Dżibuti – Święto Niepodległości
- Katar – Rocznica Objęcia Władzy Przez Emira Hamada ibn Chalifa Al Sani
- Międzynarodowe – Światowy Dzień Rybołówstwa[1] (ustanowione przez ONZ do spraw Wyżywienia i Rolnictwa-FAO w 1984 roku)
- Wspomnienia i święta w Kościele katolickim[2][3] obchodzą:
  - Matka Boża Nieustającej Pomocy
  - św. Cyryl Aleksandryjski (biskup, ojciec i doktor Kościoła)
  - św. Emma (wdowa, założycielka domów zakonnych w Austrii; wspomnienie w Niemczech i Słowenii)
  - bł. Ludwika Teresa de Montaignac (zakonnica)
  - bł. Małgorzata Bays (tercjarka)

## Wydarzenia w Polsce
- 1315 – Książę Władysław Łokietek zawarł w Krakowie sojusz z władcami Danii, Szwecji, Norwegii, Meklemburgii, książętami z Rugii i Pomorza Zachodniego skierowany przeciw margrabiemu Brandenburgii Waldemarowi Wielkiemu, który był sojusznikiem króla Czech Jana Luksemburskiego, wroga Łokietka roszczącego sobie pretensje do korony polskiej.
- 1581 – I wojna polsko-rosyjska: 30-tysięczna armia moskiewsko-tatarska spaliła kilkaset domów na przedmieściach Mohylewa, jednak 200 husarzy z roty Marcina Kazanowskiego zaatakowało oblegających i powstrzymywało dalszy atak, a następnie, po przybyciu odsieczy w postaci roty Temruka Szymkowicza i roty porucznika Halibeka, wyparła spod miasta.
- 1625 – IV wojna polsko-szwedzka: po wygaśnięciu rozejmu król Gustaw II Adolf wylądował w Inflantach wraz z 20-tysięczną armią, rozpoczynając drugi etap wojny.
- 1629 – V wojna polsko-szwedzka: zwycięstwo wojsk polskich w bitwie pod Trzcianą.
- 1688 – Miało miejsce uroczyste przeprowadzenie benedyktynek-sakramentek do nowej siedziby przy Rynku Nowego Miasta w Warszawie. W procesji z Najświętszym Sakramentem wzięli udział król Jan III Sobieski, królowa Maria Kazimiera i cały dwór.
- 1697 – Podwójna elekcja królewska francuskiego księcia Franciszka Ludwika Burbon-Contiego i elektora Saksonii Fryderyka Augusta I, który ostatecznie został królem jako August II Mocny.
- 1847 – We Wrocławiu odsłonięto pomnik Fryderyka II.
- 1863 – Powstanie styczniowe:
  - Porażka oddziału Józefa Oxińskiego w bitwie pod Przedborzem
  - W Wilnie został powieszony przez Rosjan gen. Zygmunt Sierakowski.
- 1871 – Zdławiono bunt robotniczy w Królewskiej Hucie (dzisiejszym Chorzowie).
- 1877 – Początek objawień maryjnych w Gietrzwałdzie.
- 1920:
  - Władysław Grabski został premierem RP.
  - W Warszawie utworzono Polski Związek Towarzystw Kolarskich (obecnie Polski Związek Kolarski).
- 1928 – Z powodu złego stanu zdrowia Józef Piłsudski ustąpił ze stanowiska premiera.
- 1930 – Utworzono Warszawskie Koło Intelektualistów.
- 1934 – Rozporządzeniem prezydenckim został wydany Kodeks handlowy.
- 1937 – Otwarto lotnisko Kielce-Masłów.
- 1940 – Akcja AB: w lesie koło wsi Lubzina pod Ropczycami Niemcy rozstrzelali dużą grupę więźniów politycznych przywiezionych z więzienia na zamku w Rzeszowie (źródła podają liczbę 83 lub 104 osób). Wśród ofiar było m.in. 42 członków podziemnych organizacji młodzieżowych.
- 1941 – Niemiecki 309. batalion policji dokonał pogromu Żydów w Białymstoku, w trakcie którego zamordowano co najmniej 2 tys. osób, z czego około 700–800 spalono żywcem w Wielkiej Synagodze.
- 1950 – Sejm Ustawodawczy uchwalił Kodeks rodzinny, w którym m.in. obniżono wiek pełnoletniości z 21 do 18 lat.
- 1952 – Przez Rynek Główny w Krakowie przejechał ostatni tramwaj normalnotorowy.
- 1957 – W miejsce Prezydium Rządu utworzono Komitet Ekonomiczny Rady Ministrów.
- 1969:
  - Premiera filmu muzycznego Przygoda z piosenką w reżyserii Stanisława Barei.
  - Sejm PRL powołał po raz piąty Józefa Cyrankiewicza na stanowisko premiera i powierzył mu utworzenie rządu.
- 1973 – Wybuchł wielki pożar hali produkcyjnej Zakładów Włókien Sztucznych Elana w Toruniu.
- 1986 – Polska została członkiem Banku Światowego.
- 1996 – W Warszawie podpisano polsko-litewską umowę o wolnym handlu.
- 1997 – Sejm RP przyjął ustawę o partiach politycznych.
- 2000 – W Warszawie zakończyła się dwudniowa konferencja Ku wspólnocie demokracji, w której udział wzięło 108 ministrów spraw zagranicznych i 12 szefów organizacji międzynarodowych.
- 2001 – Został zarejestrowany Ruch Autonomii Śląska.
- 2007 – Obradujący w Nowej Zelandii Komitet Światowego Dziedzictwa UNESCO podjął decyzję o zmianie nazwy byłego obozu koncentracyjnego Auschwitz-Birkenau na swej Liście Światowego Dziedzictwa na: Auschwitz-Birkenau. Niemiecki nazistowski obóz koncentracyjny i zagłady (1940–1945).
- 2009 – Zakończył działalność Teatr Mały w Warszawie.

## Wydarzenia na świecie

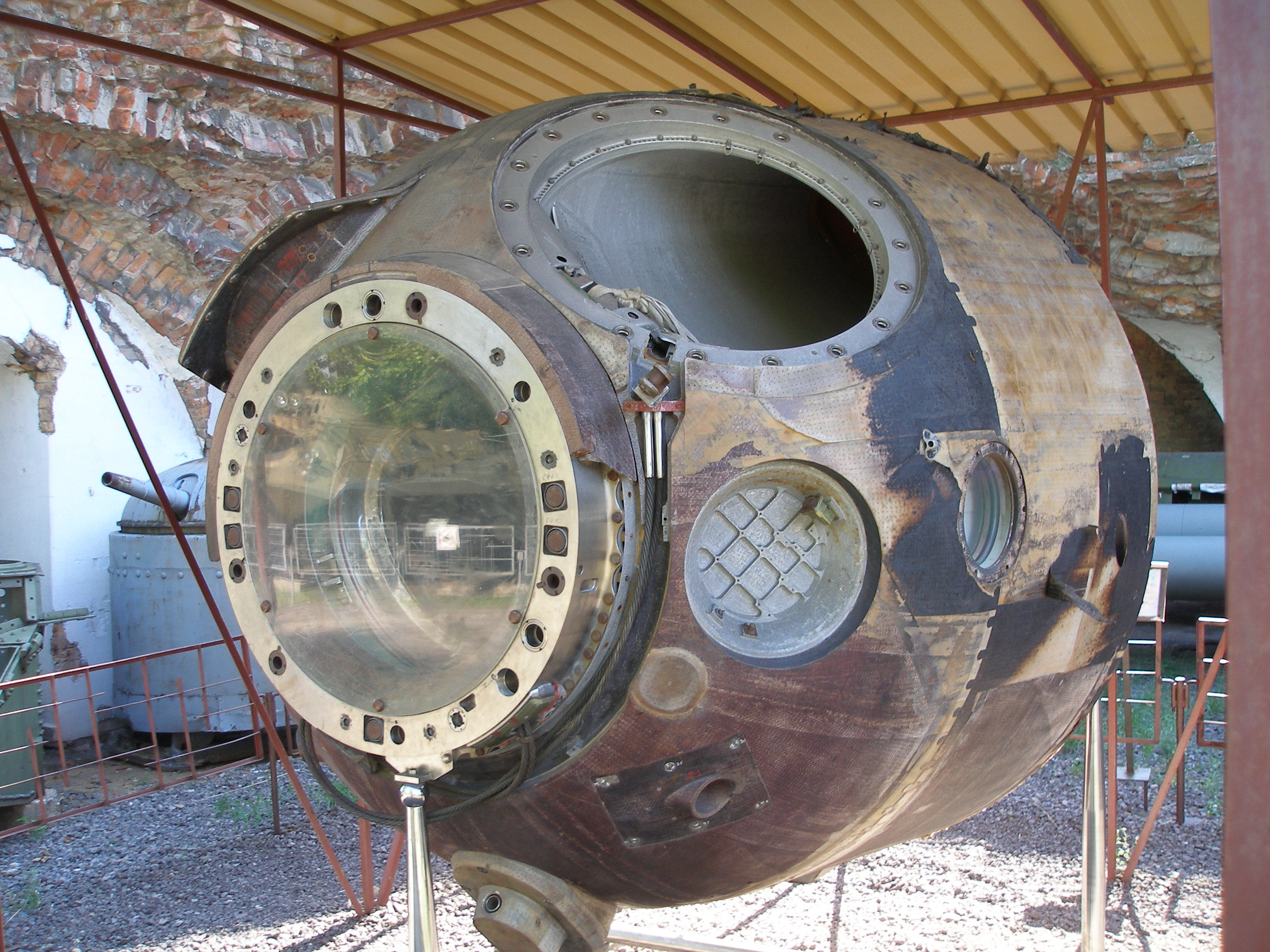
Kapsuła lądownika Sojuza 30 znajdująca się w Muzeum Polskiej Techniki Wojskowej w Warszawie

- 363 – Jowian został cesarzem rzymskim.
- 678 – Agaton został papieżem.
- 1358 – Powstała Republika Dubrownicka.
- 1519 – Na dworze księcia saskiego Jerzego Brodatego w pałacu Pleißenburg rozpoczęła się dysputa lipska z udziałem legata papieskiego Jana Mayera von Ecka oraz zwolenników reform Kościoła, twórców reformacji: Marcina Lutra, Andreasa Bodensteina (zwanego Karlstadtem) i Filipa Melanchtona.
- 1536 – Konkwistador Pedro de Alvarado założył miasto San Pedro Sula w Hondurasie (jako Villa de San Pedro de Puerto Caballos).
- 1555 – W Libocu (obecnie część Pragi) wmurowano kamień węgielny pod budowę istniejącej do dzisiaj renesansowej willi Letohrádek Hvězda.
- 1561 – Papież Pius IV erygował diecezję Santiago de Chile.
- 1570 – Turcy rozpoczęli inwazję na Cypr – początek V wojny wenecko-tureckiej.
- 1571 – Królowa Elżbieta I Tudor założyła Jesus College w Oksfordzie.
- 1596 – Pierwsza holenderska wyprawa dowodzona przez Cornelisa de Houtmana dotarła do portu Bantam na Jawie, przełamując portugalski monopol na handel z Indiami Wschodnimi.
- 1622 – Krótko przed przybyciem polskiego poselstwa mającego negocjować warunki pokoju, na zamku Yedikule w Stambule został uduszony książę Samuel Korecki, wzięty do tureckiej niewoli w czasie bitwy pod Cecorą w 1620 roku.
- 1656 – VI wojna wenecko-turecka: zwycięstwo floty weneckiej w bitwie pod Hellespontem (26-27 czerwca).
- 1693 – Wojna Francji z Ligą Augsburską: miażdżące zwycięstwo floty francuskiej pod wodzą admirała Anne Hilariona de Tourville’a nad angielsko-holenderską w bitwie koło Lagos u wybrzeży Portugalii.
- 1700 – Poświęcono kościół Świętego Krzyża w Kownie.
- 1709 – Poświęcono kościół Świętej Trójcy w szwedzkiej Karlskronie.
- 1715 – VIII wojna wenecko-turecka: 40 tys. tureckich żołnierzy wylądowało na należącym do Wenecji Peloponezie.
- 1743 – Wojna o sukcesję austriacką: zwycięstwo wojsk brytyjsko-hanowersko-austriackich nad francuskimi w bitwie pod Dettingen.
- 1755 – Został otruty cesarz Etiopii Jozue II Kuareńczyk. Nowym cesarzem został jego syn Joas I.
- 1759 – Brytyjski generał James Wolfe wydał rozkaz oblężenia miasta Quebec.
- 1788 – Wybuchła wojna rosyjsko-szwedzka.
- 1801 – Wyprawa Napoleona do Egiptu: garnizon francuski skapitulował w Kairze przed wojskami turecko-brytyjskimi.
- 1806 – W trakcie inwazji na Rio de La Plata wojska brytyjskie przejęły na półtora miesiąca kontrolę nad Buenos Aires.
- 1816 – Amerykańskie okręty wojenne ostrzelały Algier.
- 1844 – W Carthage w stanie Illinois zostali zamordowani: Joseph Smith, założyciel i przywódca ruchu świętych w dniach ostatnich (mormonów) i jego starszy brat Hyrum.
- 1854 – Kanadyjski lekarz i geolog Abraham Gesner uzyskał amerykański patent na naftę wytwarzaną z węgla pod nazwą handlową Kerosene.
- 1857 – Niemiecki astronom Hermann Goldschmidt odkrył planetoidę (45) Eugenia.
- 1864 – Wojna secesyjna: zwycięstwo Konfederatów w bitwie pod Kennesaw Mountain.
- 1866 – Wojna prusko-austriacka: stoczono bitwy: pod Náchodem, pod Trutnovem i pod Langesalza.
- 1893 – Krach na giełdzie w Nowym Jorku.
- 1894 – Jean Casimir-Périer został prezydentem Francji.
- 1898 – Kanadyjczyk Joshua Slocum zakończył w Newport w stanie Rhode Island pierwszy samotny rejs dookoła świata.
- 1903:
  - W Królestwie Węgier utworzono pierwszy rząd Károla Khuen-Héderváryego.
  - Zwodowano niemiecki krążownik pancerny „SMS Roon”.
- 1905:
  - Rewolucja 1905 roku: doszło do buntu załogi na pancerniku rosyjskiej floty czarnomorskiej „Potiomkin”.
  - W Chicago założono rewolucyjny związek zawodowy Robotnicy Przemysłowi Świata (IWW).
- 1911 – Joseph Caillaux został premierem Francji.
- 1917 – I wojna światowa:
  - Pierwsze amerykańskie oddziały wojskowe przybyły do Europy (Francji) w celu włączenia się do wojny.
  - Po obaleniu proniemieckiego króla Konstantyna I neutralna do tej pory Grecja przystąpiła do wojny po stronie państw ententy.
- 1918 – Kanadyjski statek szpitalny HMHS „Llandovery Castle” został zatopiony na północnym Atlantyku przez niemieckiego U-Boota, w wyniku czego zginęły 234 osoby.
- 1919:
  - Założono Uniwersytet Komeńskiego w Bratysławie.
  - Założono Związek Strzelców Litewskich.
- 1922:
  - Ludwik II Grimaldi został księciem Monako.
  - W Berlinie odbył się pogrzeb zamordowanego trzy dni wcześniej ministra spraw zagranicznych Walthera Rathenaua. Ogłoszony z tego powodu jednodniowy strajk komunikacji miejskiej przyczynił się do katastrofy na berlińskiej okrężnej linii kolejowej Ringbahn, gdy otworzyły się drzwi przepełnionego pociągu do których uczepiony był pasażer na gapę z długim kijem w plecaku, który zaczął uderzać i strącać osoby uczepione pociągu jadącego w przeciwnym kierunku. W wyniku katastrofy 45 osób zginęło na miejscu lub zmarło później w szpitalach, a kilkadziesiąt zostało rannych.
- 1923 – W USA przerowadzono pierwsze w historii tankowanie w powietrzu z użyciem gumowego węża między dwoma specjalnie zmodyfikowanymi bombowcami Airco DH.4.
- 1925 – Przedsiębiorstwo motoryzacyjne Laurin & Klement zostało przejęte przez Škodę.
- 1929 – W Nowym Jorku odbyła się pierwsza publiczna demonstracja kolorowej telewizji przeprowadzona przez inżyniera Herberta Ivesa i jego współpracowników z Bell Labs.
- 1934 – Założono Uniwersytet Thammasat w Bangkoku.
- 1936 – Założono zakłady zbrojeniowe Česká zbrojovka w Uherskim Brodzie.
- 1941:
  - Atak Niemiec na ZSRR: zwycięstwem Niemców zakończyła się 4-dniowa bitwa pancerna pod Rosieniami na Litwie.
  - Rozpoczęła się trzydniowa masakra ponad 13 tysięcy Żydów w mieście Jassy w Rumunii.
  - Węgry wypowiedziały wojnę ZSRR.
- 1942 – Dotychczasowy wiceprezydent Ramón Castillo objął urząd prezydenta Argentyny, zastępując śmiertelnie chorego Roberto Ortiza.
- 1943 – W Huntington Beach w południowej Kalifornii opuszczony przez pilota płonący myśliwiec Lockheed P-38 Lightning runął na plażę i eksplodował, zabijając 3 i raniąc 46 osób.
- 1944 – W Mińsku rozpoczął się Drugi Kongres Wszechbiałoruski zwołany przez Białoruską Centralną Radę – ostatnie spotkanie zwolenników niepodległości państwowej Białorusi na jej terytorium.
- 1945 – Józef Stalin otrzymał tytuł generalissimusa.
- 1946 – U wybrzeży Balearów zatonął po zderzeniu z niszczycielem „Lepanto” hiszpański okręt podwodny C-4 wraz z całą, 46-osobową załogą.
- 1950:
  - Premiera amerykańskiego filmu science fiction Kierunek Księżyc w reżyserii Irvinga Pichela.
  - Wojna koreańska: w odpowiedzi na północnokoreańską agresję Rada Bezpieczeństwa ONZ, dzięki zbojkotowaniu obrad przez mający prawo weta ZSRR, przegłosowała wysłanie do Korei sił międzynarodowych.
  - W Pradze została powieszona działaczka opozycji antykomunistycznej Milada Horáková.
- 1954:
  - W trakcie piłkarskich Mistrzostw Świata w Szwajcarii rozegrano mecz ćwierćfinałowy Węgry-Brazylia (4:2), z powodu brutalnej gry i bójki po jego zakończeniu nazywany „bitwą pod Bernem”.
  - W wyniku zorganizowanego przez CIA zamachu stanu został obalony prezydent Gwatemali Jacobo Arbenz Guzmán.
- 1957:
  - Huragan Audrey zabił około 300 osób w amerykańskich stanach Luizjana i Teksas.
  - W wyniku trzęsienia ziemi z epicentrum w okolicy miasta Czyta w południowej Syberii zginęło około 1,2 tys. osób.
- 1959 – Mieszkańcy Hawajów opowiedzieli się w referendum za dołączeniem jako 50. stan do USA.
- 1962 – Założono holenderski klub piłkarski Roda JC Kerkrade.
- 1966 – Ukazał się debiutancki album Freak Out! grupy Franka Zappy The Mothers of Invention.
- 1967:
  - Fizyk Robert Ettinger wraz z pięcioma innymi mieszkańcami stanu Michigan założył stowarzyszenie Immortalist Society (jako Cryonics Society of Michigan Inc.), mające za zadanie prowadzenie badań naukowych i edukacji w dziedzinie krioniki i przedłużania życia.
  - Izraelski Kneset uchwalił trzy ustawy rozszerzające zasięg izraelskiej jurysdykcji na wschodnią Jerozolimę, trzykrotnie powiększającą powierzchnię miasta oraz zapewniającą ochronę wszystkich obiektów sakralnych i swobodny dostęp do nich dla wyznawców wszystkich religii.
  - W oddziale Barclays Bank w Londynie uruchomiono drugi na świecie bankomat, wynaleziony przez Johna Shepherda-Barrona. Pierwsze urządzenie tego typu, skonstruowane w 1960 roku dla City Bank of New York przez Luthera G. Simjiana, zdemontowano po pół roku.
- 1969:
  - Honduras i Salwador zerwały stosunki dyplomatyczne.
  - W Nowym Jorku wybuchły zamieszki Stonewall na tle dyskryminacji mniejszości seksualnych, uznawane za początek ruchu na rzecz praw LGBT.
- 1970 – Międzynarodowa Rada Piłkarska (IFAB) zarekomendowała rozgrywanie serii rzutów karnych jako sposobu na wyłonienie zwycięzcy meczu piłkarskiego w sytuacji, gdy regulamin rozgrywek nie przewiduje remisu, a po regulaminowym czasie gry i ewentualnie dogrywce (jeżeli jej przeprowadzenie przewiduje regulamin rozgrywek) wynik jest wciąż remisowy.
- 1972 – Założono amerykańskie przedsiębiorstwo branży informatycznej Atari.
- 1973:
  - Premiera brytyjskiego filmu sensacyjnego Żyj i pozwól umrzeć w reżyserii Guya Hamiltona.
  - Prezydent Urugwaju Juan María Bordaberry, w porozumieniu z generałami rozwiązał parlament, zawiesił działalność partii politycznych oraz wprowadził cenzurę.
- 1974 – Prezydent USA Richard Nixon rozpoczął wizytę w Moskwie.
- 1976:
  - Gen. António Ramalho Eanes wygrał wybory prezydenckie w Portugalii.
  - Operacja „Entebbe”: dwóch terrorystów z Ludowego Frontu Wyzwolenia Palestyny oraz dwoje przywódców zachodnioniemieckiej organizacji terrorystycznej Komórki Rewolucyjne porwało lecący z Tel Awiwu przez Ateny do Paryża samolot Airbus A300 linii Air France z 258 osobami na pokładzie i skierowało go do libijskiego Bengazi, a następnie, po zatankowaniu paliwa, do Entebbe w Ugandzie.
- 1977:
  - Arcybiskup Monachium i Freising Joseph Ratzinger został nominowany na kardynała przez papieża Pawła VI.
  - Dżibuti uzyskało niepodległość (od Francji).
- 1978 – Program Interkosmos: rozpoczęła się misja kosmiczna statku Sojuz 30 z pierwszym polskim kosmonautą Mirosławem Hermaszewskim i Piotrem Klimukiem na pokładzie.
- 1979 – Baskijscy separatyści z ETA dokonali zamachu na sanktuarium maryjne Torreciudad w Hiszpanii.
- 1980 – 81 osób zginęło w katastrofie lotu Aerolinee Itavia 870 u wybrzeży Sycylii.
- 1981 – Reprezentacja Polski w piłce nożnej kobiet w swym pierwszym meczu przegrała w Katanii z Włoszkami 0:3.
- 1982 – Rozpoczęła się misja STS-4 wahadłowca Columbia.
- 1983 – Rozpoczęła się załogowa misja statku Sojuz T-9 na stację kosmiczną Salut 7.
- 1984 – W finale rozgrywanych we Francji piłkarskich Mistrzostw Europy reprezentacja gospodarzy pokonała Hiszpanię 2:0.
- 1985 – Zamknięto Route 66 łączącą Chicago z Los Angeles.
- 1988 – 56 osób zginęło, a 57 zostało rannych w katastrofie kolejowej w Paryżu.
- 1991 – Wojska jugosłowiańskie wkroczyły na terytorium Słowenii – początek wojny dziesięciodniowej.
- 1992 – Ostatnie posiedzenie Rady Najwyższego Komitetu Wyzwolenia Litwy, na którym podjęto decyzję o zakończeniu działalności organizacji.
- 1994 – W ataku gazowym przeprowadzonym przez sektę Aum Shinrikyō w japońskim mieście Matsumoto zginęło 6 osób, a kilkaset zostało podtrutych.
- 1995:
  - Hamad ibn Chalifa Al Sani w wyniku przewrotu pałacowego został emirem i premierem Kataru.
  - Rozpoczęła się misja STS-71 wahadłowca Atlantis.
- 1998:
  - Otwarto Port lotniczy Kuala Lumpur w Malezji.
  - W trzęsieniu ziemi w południowej Turcji zginęło 145 osób, a około 1500 zostało rannych.
- 2004:
  - Boris Tadić wygrał w II turze wybory prezydenckie w Serbii.
  - Valdas Adamkus wygrał w II turze wybory prezydencki na Litwie.
- 2007:
  - Premier Wielkiej Brytanii Tony Blair ustąpił ze stanowiska. Nowym premierem został Gordon Brown.
  - Rosyjskie wojska wycofały się z ostatniej z dwóch baz na terytorium Gruzji w Achalkalaki.
- 2008:
  - 20-metrowa chłodnia kominowa reaktora w Ośrodku Badań Jądrowych w Jongbjon została wysadzona w powietrze, zgodnie z porozumieniem o denuklearyzacji Korei Północnej, w zamian za pomoc żywnościową od Korei Południowej.
  - W Zimbabwe odbyła się II tura wyborów prezydenckich, w której jedynym kandydatem pozostał urzędujący prezydent Robert Mugabe.
- 2010:
  - 90% spośród głosujących w referendum obywateli Kirgistanu opowiedziało za przyjęciem nowej konstytucji.
  - Odbyła się I tura pierwszych w historii Gwinei demokratycznych wyborów prezydenckich. Do II tury przeszli: Cellou Dalein Diallo i późniejszy zwycięzca Alpha Condé.
  - Na Islandii zalegalizowano małżeństwa osób tej samej płci.
- 2013:
  - Kevin Rudd został po raz drugi premierem Australii.
  - Ośmiu żołnierzy zginęło, a dwóch i dwie osoby cywilne zostały ranne w zamachu bombowym w mieście Yala w południowej Tajlandii.
- 2014 – Gruzja, Mołdawia i Ukraina (tylko część handlową) podpisały umowy stowarzyszeniowe z Unią Europejską.
- 2015 – 15 osób zginęło, a 497 zostało rannych w wyniku eksplozji i pożaru w parku rozrywki w Nowym Tajpej na Tajwanie.
- 2016 – Wojna domowa w Jemenie: 51 osób zginęło (w tym 8 terrorystów), a 37 zostało rannych w serii zamachów samobójczych na posterunki wojskowe w mieście Al-Mukalla, do kwietnia tego roku bastionie Al-Ka’idy na południu kraju.
- 2019:
  - Mette Frederiksen objęła urząd premiera Danii.
  - W Niżnieangarsku na rosyjskim Dalekim Wschodzie samolot An-24 wypadł z pasa i zapalił się. Zginęli dwaj piloci maszyny, a wszystkich 43 pasażerów udało się uratować.
- 2022 – Inwazja Rosji na Ukrainę: 22 osoby zginęły, a 56 zostało rannych w rosyjskim ataku rakietowym na centrum handlowe w Krzemieńczuku.
- 2023:
  - Inwazja Rosji na Ukrainę: 13 osób zginęło, a 65 zostało rannych w rosyjskim ataku rakietowym na restaurację w Kramatorsku.
  - W domu aukcyjnym Sotheby’s w Londynie sprzedano obraz Gustava Klimta Dama z wachlarzem  za kwotę 85,3 mln funtów, co było najwyższą ceną za jaką sprzedano obraz w Europie.
  - W Nanterre koło Paryża został śmiertelnie postrzelony przez policjanta podczas kontroli drogowej po pościgu samochodowym 17-letni Nahel Merzouk, co doprowadziło do wybuchu zamieszek w kraju.

## Urodzili się
- 850 – Ibrahim II ibn Ahmad, emir Aghlabidów (zm. 902)
- 1350 – Manuel II Paleolog, cesarz bizantyński (zm. 1425)
- 1462 – Ludwik XII, książę Orleanu, król Francji (zm. 1515)
- 1550 – Karol IX Walezjusz, król Francji (zm. 1574)
- 1616 – Jifei Ruyi, chiński mistrz chan i zen (zm. 1671)
- 1656 – Paul Jacob Marperger, niemiecki ekonomista, królewsko-polski i elektorsko-saski radca dworu (zm. 1730)
- 1667 – Jacques-Ignace Parrocel, francuski malarz (zm. 1722)
- 1708 – Rodolfo Giulio Brignole Sale, genueński polityk (zm. 1774)
- 1716 – Ludwika Diane d’Orléans, francuska księżna (zm. 1736)
- 1717 – Louis Guillaume Le Monnier, francuski lekarz, fizyk, przyrodnik (zm. 1799)
- 1738 – Ladislaus Skultéty, węgierski sierżant (zm. 1831)
- 1740 – John Latham, brytyjski lekarz, ornitolog, przyrodnik (zm. 1837)
- 1743 – Pawieł Potiomkin, rosyjski hrabia, generał, poeta, tłumacz, dramaturg (zm. 1796)
- 1766 – Pierre Toussaint, amerykański niewolnik, Sługa Boży (zm. 1853)
- 1767 – Alexis Bouvard, francuski astronom (zm. 1843)
- 1771 – Philipp von Fellenberg, szwajcarski pedagog, agronom (zm. 1844)
- 1785 – Juliette Colbert, francusko-włoska filatropka, Służebnica Boża (zm. 1864)
- 1786 – John Hobhouse, brytyjski arystokrata, polityk (zm. 1869)
- 1787 – Thomas Say, amerykański biolog, zoolog, entomolog, karcynolog, malakolog, konchiolog, taksonom, farmaceuta (zm. 1834)
- 1801 – Samuel Eccleston, amerykański duchowny katolicki, arcybiskup metropolita Baltimore (zm. 1851)
- 1805:
  - Francis William Newman, brytyjski pisarz (zm. 1897)
  - Janusz Woronicz, polski publicysta, działacz emigracyjny (zm. 1874)
- 1806:
  - Augustus De Morgan, brytyjski matematyk, logik, wykładowca akademicki (zm. 1871)
  - Carl August Dohrn, niemiecki przyrodnik, entomolog, tłumacz, przedsiębiorca (zm. 1892)
- 1809:
  - François Certain de Canrobert, francuski dowódca wojskowy, marszałek Francji, polityk (zm. 1895)
  - Domenico Sanguigni, włoski kardynał, nuncjusz apostolski (zm. 1882)
- 1812 – John Pyke Hullah, brytyjski kompozytor, organista, pisarz muzyczny (zm. 1884)
- 1818:
  - Maximilian Leidesdorf, austriacki psychiatra (zm. 1889)
  - Maria Barbara Maix, austriacka zakonnica, błogosławiona (zm. 1873)
- 1819 – Ernst Falkbeer, austriacki szachista (zm. 1885)
- 1825 – Leon Wituski, polski przyrodnik, matematyk (zm. 1900)
- 1826 – Franz Zottmann, niemiecki duchowny katolicki, biskup tyraspolski (zm. 1901)
- 1833:
  - Hermann Deiters, niemiecki muzykolog (zm. 1907)
  - Władysław Zaremba, ukraiński kompozytor, pianista, pedagog (zm. 1902)
- 1838 – Paul Mauser, niemiecki konstruktor broni strzeleckiej (zm. 1914)
- 1839 – George Mary Searle, amerykański duchowny katolicki, astronom (zm. 1918)
- 1840 – Henryk Struve, polski filozof, psycholog, tłumacz, estetyk, encyklopedysta (zm. 1912)
- 1841 – Władysław Czosnowski, polski przedsiębiorca budowlany, działacz społeczny, uczestnik powstania styczniowego (zm. 1916)
- 1846 – Charles Stewart Parnell, irlandzki polityk, przywódca ruchu na rzecz autonomii Irlandii (zm. 1891)
- 1848 – Władysław Edward Kronenberg, polski inżynier, przemysłowiec, kompozytor pochodzenia żydowskiego (zm. 1892)
- 1850:
  - Eduard von Delden, niemiecki fotograf (zm. 1920)
  - Lafcadio Hearn, grecki pisarz tworzący w języku angielskim i japońskim, kosmopolita (zm. 1904)
- 1853 – Theodor Kirchhoff, niemiecki psychiatra, historyk psychiatrii (zm. 1922)
- 1854:
  - Antonio Fabrés, hiszpański malarz narodowości katalońskiej (zm. 1936)
  - Niels Neergaard, duński historyk, publicysta, polityk, premier Danii (zm. 1936)
  - Scipione Tecchi, włoski kardynał, proprefekt Świętej Kongregacji Obrzędów (zm. 1915)
- 1856 – Pietro Grocco, włoski lekarz (zm. 1916)
- 1857:
  - Władysław Skowroński, polski muzyk, malarz, pedagog (zm. 1920)
  - Ludwig Hubert von Windheim, niemiecki polityk (zm. 1935)
- 1858 – Hamilton Goold-Adams, brytyjski wojskowy, administrator kolonialny pochodzenia irlandzkiego (zm. 1920)
- 1859 – Leon Inchausti, hiszpański augustianin rekolekta, męczennik, błogosławiony (zm. 1936)
- 1860 – Władysław Galimski, polski malarz (zm. 1940)
- 1862 – Johann Puch, słoweński mechanik, wynalazca (zm. 1914)
- 1865 – John Monash, australijski generał, inżynier (zm. 1931)
- 1867 – Frederick Alderson, angielski rugbysta, sędzia sportowy (zm. 1925)
- 1869:
  - Wacław Gąsiorowski, polski pisarz, dziennikarz, publicysta, scenarzysta, działacz polonijny i niepodległościowy (zm. 1939)
  - Emma Goldman, amerykańska anarchistka pochodzenia żydowskiego (zm. 1940)
  - Hans Spemann, niemiecki biolog, laureat Nagrody Nobla (zm. 1941)
- 1870:
  - Jakub Burbon, karlistowski pretendent do tronu Hiszpanii i legitymistyczny pretendent do tronu Francji (zm. 1931)
  - Clarence Hobart, amerykański tenisista (zm. 1930)
- 1872:
  - Heber Curtis, amerykański astronom (zm. 1942)
  - Paul Laurence Dunbar, amerykański pisarz (zm. 1906)
  - Robert Pehrson, norweski kombinator norweski (zm. 1965)
- 1874 – Władysława Weychert-Szymanowska, polska pisarka, pedagog, działaczka socjalistyczna i feministyczna (zm. 1951)
- 1875 – Maksymilian Matakiewicz, polski inżynier hydrotechnik, polityk, minister robót publicznych (zm. 1940)
- 1876:
  - Władysław Dehnel, polski działacz niepodległościowy i socjalistyczny (zm. 1931)
  - Artur Dinter, niemiecki ideolog i polityk nazistowski (zm. 1948)
- 1879 – Gunnar Wennerström, szwedzki piłkarz wodny, pływak (zm. 1931)
- 1880 – Helen Keller, amerykańska pisarka, pedagog (zm. 1968)
- 1881:
  - Jérôme Carcopino, francuski historyk, pisarz, polityk (zm. 1970)
  - Jean Nabert, francuski filozof (zm. 1960)
- 1882 – Eduard Spranger, niemiecki filozof, psycholog, pedagog (zm. 1963)
- 1884 – Gaston Bachelard, francuski poeta, filozof, historyk nauki (zm. 1962)
- 1888:
  - Lewis Bernstein Namier, brytyjski historyk, polityk, działacz syjonistyczny pochodzenia polsko-żydowskiego (zm. 1960)
  - Zygmunt Dreszer, polski działacz socjalistyczny i kolonialny, polityk, poseł na Sejm Ustawodawczy (zm. 1947)
- 1889 – William Bond, brytyjski pilot wojskowy, as myśliwski (zm. 1917)
- 1891:
  - Jan Chylewski, polski podpułkownik artylerii (zm. 1940)
  - Franciszek Prochaska, polski podpułkownik intendent, malarz, grafik, typograf, dyplomata (zm. 1972)
  - Mina Wylie, australijska pływaczka (zm. 1984)
- 1892:
  - Hellmuth Eisenstuck, niemiecki generał major (zm. 1959)
  - Jaroslav Krejčí, czechosłowacki prawnik, wykładowca akademicki, wydawca, publicysta, polityk, kolaborant (zm. 1956)
  - Władysław Michalski, polski pułkownik dyplomowany piechoty (zm. 1940)
  - Władysław Nadratowski, polski wioślarz (zm. 1985)
  - Greta Schröder, niemiecka aktorka (zm. 1980)
- 1893:
  - Iwan Biełow, radziecki komandarm (zm. 1938)
  - Torquato Dini, włoski duchowny katolicki, arcybiskup, nuncjusz apostolski (zm. 1934)
  - Antonietta Meneghel, włoska śpiewaczka operowa (sopran) (zm. 1975)
- 1894:
  - Rimma Iwanowa, rosyjska pielęgniarka (zm. 1915)
  - Marie Nademlejnská, czeska aktorka (zm. 1974)
- 1895:
  - Anna Banti, włoska historyk sztuki, pisarka, tłumaczka (zm. 1985)
  - Ernst Zörner, niemiecki działacz i polityk nazistowski (zm. 1945)
- 1896 – Egmont Zechlin, niemiecki historyk, wykładowca akademicki (zm. 1992)
- 1897:
  - Philip Fullard, brytyjski pilot wojskowy, as myśliwski (zm. 1984)
  - Tony Sbarbaro, amerykański perkusista jazzowy pochodzenia włoskiego (zm. 1969)
- 1898:
  - Władysław Szepieniec, polski porucznik rezerwy piechoty (zm. 1940)
  - Piotr Wysocki, polski polityk, prezydent Gorzowa Wielkopolskiego (zm. 1985)
- 1899:
  - Piotr Śmietański, polski funkcjonariusz UB, kat (zm. 1950)
  - Juan Trippe, amerykański pionier transportu lotniczego (zm. 1981)
- 1900 – Wieniamin Gulst, radziecki generał major, funkcjonariusz służb specjalnych pochodzenia żydowskiego (zm. 1972)
- 1901:
  - Jan Mergentaler, polski astronom, wykładowca akademicki (zm. 1995)
  - Endre Steiner, węgierski szachista pochodzenia żydowskiego (zm. 1944)
  - Jerzy Turaszwili, polski podpułkownik pochodzenia gruzińskiego (zm. 1977)
- 1902:
  - Pietro Genovesi, włoski piłkarz (zm. 1980)
  - Stanisław Wycech, polski major (zm. 2008)
- 1903 – Nikolaos Gazis, grecki prawnik, polityk (zm. 1996)
- 1904 – Michaił Kriwienko, radziecki generał porucznik (zm. 1954)
- 1905 – Ludwik Zaturski, polski fotograf, fotoreporter, filmowiec (zm. 1967)
- 1906:
  - Holger Albrechtsen, norweski lekkoatleta, płotkarz (zm. 1992)
  - Władysław Dąbrowski, polski kapitan piechoty (zm. 1939)
  - Władysław Pelc, polski pisarz, dyplomata (zm. 2002)
  - Stanisław Terlecki, polski artysta fotograf (zm. 1997)
- 1907:
  - Albert Büchi, szwajcarski kolarz szosowy (zm. 1988)
  - Maksymilian Lityński, polski podpułkownik, prawnik, prokurator wojskowy, wykładowca akademicki pochodzenia żydowskiego (zm. 1982)
  - John McIntire, amerykański aktor (zm. 1991)
- 1908:
  - João Guimarães Rosa, brazylijski pisarz, dyplomata (zm. 1967)
  - James MacColl, brytyjski polityk (zm. 1971)
  - Boris Pietrowski, radziecki chirurg, polityk (zm. 2004)
- 1909:
  - Eduard Deisenhofer, niemiecki oficer SS i Waffen-SS (zm. 1945)
  - Mieczysław Kaczor, polski ekonomista, polityk, poseł na Sejm PRL (zm. 1994)
- 1910:
  - Pawieł Baticki, radziecki dowódca wojskowy, marszałek ZSRR (zm. 1984)
  - Stanisław Flato, polski pułkownik, oficer wywiadu wojskowego (zm. 1972)
- 1911 – Adolf Wagner, niemiecki sztangista (zm. 1984)
- 1912:
  - Erwin Michalski, polski piłkarz (zm. 1983)
  - Bohdan Walentynowicz, polski podporucznik AK, elektryk, wykładowca akademicki (zm. 1994)
- 1913:
  - Philip Guston, amerykański malarz (zm. 1980)
  - Zdeňka Veřmiřovská, czeska gimnastyczka (zm. 1997)
- 1914:
  - Giorgio Almirante, włoski działacz faszystowski, polityk (zm. 1988)
  - Youhannan Semaan Issayi, irański duchowny katolicki obrządku chaldejskiego, arcybiskup teherański (zm. 1999)
- 1915 – Héctor Calegaris, argentyński żeglarz sportowy (zm. 2008)
- 1916:
  - Władysław Augustyn, polski chemik (zm. 2005)
  - Krystyna Budecka, polska tancerka, aktorka (zm. 1977)
  - William Spear, amerykański kierowca wyścigowy (zm. 1979)
- 1917:
  - Prenk Jakova, albański muzyk, kompozytor (zm. 1969)
  - Władysław Lewandowski, polski historyk wojskowości (zm. 1999)
- 1918 – Adolph Kiefer, amerykański pływak (zm. 2017)
- 1919 – Manuel Ballester Boix, hiszpański chemik (zm. 2005)
- 1920:
  - Charles Brand, francuski duchowny katolicki, arcybiskup Strasburga (zm. 2013)
  - I.A.L. Diamond, amerykański producent i scenarzysta filmowy pochodzenia rumuńsko-żydowskiego (zm. 1988)
  - Aleksandr Mołodczy, ukraiński generał porucznik pilot (zm. 2002)
  - Fernando Riera, chilijski piłkarz (zm. 2010)
  - Morits Skaugen, norweski żeglarz sportowy (zm. 2005)
- 1921:
  - Muriel Pavlow, brytyjska aktorka (zm. 2019)
  - Kisshōmaru Ueshiba, japoński dōshu aikido (zm. 1999)
- 1922:
  - Władysław Gałasiński, polski farmaceuta, wykładowca akademicki (zm. 2012)
  - Władysław Orłowski, polski pisarz, publicysta (zm. 1989)
- 1923 – Jacques Berthier, francuski kompozytor, organista (zm. 1994)
- 1924:
  - Zbigniew Ogonowski, polski filozof, profesor nauk humanistycznych (zm. 2018)
  - Petar Vujičić, serbski tłumacz (zm. 1993)
- 1925:
  - Lidzija Arabiej, białoruska pisarka, krytyczka, literaturoznawczyni, tłumaczka (zm. 2015)
  - Willy Burgdorfer, amerykański bakteriolog, parazytolog pochodzenia szwajcarskiego (zm. 2014)
  - Michael Dummett, brytyjski filozof, logik, wykładowca akademicki (zm. 2011)
  - Francisco Rodrigues, brazylijski piłkarz (zm. 1988)
- 1926:
  - Genowefa Minicka, polska wszechstronna lekkoatletka (zm. 1992)
  - Frank O’Hara, amerykański poeta (zm. 1966)
- 1927:
  - Bob Keeshan, amerykański aktor (zm. 2004)
  - Janina Porczyńska, polska kolekcjonerka dzieł sztuki (zm. 2009)
  - Czesław Rozenthal, polski strzelec podchorąży, żołnierz AK, uczestnik powstania warszawskiego (zm. 1944)
  - Cino Tortorella, włoski dziennikarz i prezenter telewizyjny (zm. 2017)
- 1928:
  - Zbigniew Antoni Kruszewski, polski politolog
  - Antoinette Spaak, belgijska działaczka samorządowa, polityk, eurodeputowana (zm. 2020)
- 1929:
  - Piotr Antosik, polski matematyk (zm. 2015)
  - Sława Bardijewska, polska pisarka
  - Péter Palotás, węgierski piłkarz (zm. 1967)
  - Pál Pók, węgierski piłkarz wodny (zm. 1982)
- 1930:
  - Alina Afanasjew, polska artystka, scenograf, autorka bajek i scenariuszy (zm. 2018)
  - Jan Červinka, czeski taternik, alpinista (zm. 2025)
  - Honor Funk, niemiecki rolnik, samorządowiec, polityk (zm. 2022)
  - Tommy Kono, amerykański sztangista (zm. 2016)
  - Ross Perot, amerykański przedsiębiorca, polityk (zm. 2019)
  - Ryszard Ronczewski, polski aktor (zm. 2020)
  - Jesus Balaso Tuquib, filipiński duchowny katolicki, arcybiskup Cagayan de Oro (zm. 2019)
- 1931:
  - Anatolij Iljin, rosyjski piłkarz, trener (zm. 2016)
  - Władysław Kubik, polski jezuita
  - Ryszard Kwiatkowski, polski kompozytor, pedagog (zm. 1993)
  - Ada Rybaczuk, ukraińska malarka, rzeźbiarka, architekt (zm. 2010)
  - Martinus J.G. Veltman, holenderski fizyk, laureat Nagrody Nobla (zm. 2021)
- 1932:
  - Anna Moffo, amerykańska śpiewaczka operowa (sopran) (zm. 2006)
  - Magali Noël, francuska aktorka (zm. 2015)
  - Władysław Pawlak, polski koszykarz, trener (zm. 1999)
- 1933:
  - Gary Crosby, amerykański piosenkarz, aktor (zm. 1995)
  - Rita Luginska, łotewska pisarka, tłumaczka pochodzenia białoruskiego (zm. 2005)
  - Bożena Wyrozumska, polska historyk, mediewistka, wykładowczyni akademicka (zm. 2022)
- 1934:
  - Michael Baden, amerykański patolog, specjalista medycyny sądowej
  - Alberto Bevilacqua, włoski pisarz, scenarzysta i reżyser filmowy (zm. 2013)
  - Jan Szupryczyński, polski geograf, polarnik
  - Czesław Witkowski, polski polityk, poseł na Sejm PRL (zm. 2012)
- 1935:
  - Eduard Kugno, radziecki inżynier lotnictwa, kosmonauta, wykładowca akademicki (zm. 1994)
  - Laurent Terzieff, francuski aktor (zm. 2010)
- 1936:
  - John Shalikashvili, amerykański generał (zm. 2011)
  - Danuta Szmidt-Calińska, polska tenisistka stołowa (zm. 2020)
  - Janusz Tracewski, polski zapaśnik, trener (zm. 2024)
- 1937:
  - Joseph Allen, amerykański fizyk, pilot, astronauta
  - Galimzian Chusainow, rosyjski piłkarz (zm. 2010)
  - Giwi Czocheli, gruziński piłkarz, trener (zm. 1994)
  - Alona Frankel, izraelska pisarka, ilustratorka
  - Kirkpatrick Sale, amerykański myśliciel, pisarz, działacz ekologiczny
- 1938:
  - Bruce Babbitt, amerykański polityk
  - Jonathan Riley-Smith, brytyjski historyk, mediewista (zm. 2016)
  - Pietro Sambi, włoski duchowny katolicki, arcybiskup, nuncjusz apostolski (zm. 2011)
  - Jerzy Śmiałek, polski samorządowiec, prezydent Katowic (zm. 2018)
- 1939:
  - Ignazio Bedini, włoski duchowny katolicki, biskup Isfahanu w Iranie
  - Rahul Dev Burman, indyjski kompozytor muzyki filmowej (zm. 1994)
  - Aldo Dezi, włoski kajakarz, kanadyjkarz
  - Dušan Klein, czeski reżyser i scenarzysta filmowy
  - Jolanta Wadowska-Król, polska pediatra (zm. 2023)
- 1940:
  - Andrzej Bohdanowicz, polski operator dźwięku
  - Andrzej Grąziewicz, polski aktor (zm. 2016)
  - Ian Lang, brytyjski polityk
- 1941:
  - Marquard Bohm, niemiecki aktor (zm. 2006)
  - James P. Hogan, brytyjski pisarz science fiction (zm. 2010)
  - Mike Honda, amerykański polityk pochodzenia japońskiego
  - Krzysztof Kieślowski, polski reżyser i scenarzysta filmowy (zm. 1996)
  - Joanis Suladakis, grecki inżynier, polityk, eurodeputowany
  - Pavel Vilikovský, słowacki pisarz, publicysta, tłumacz (zm. 2020)
  - Fevzi Zemzem, turecki piłkarz, trener (zm. 2022)
- 1942:
  - Chris Irwin, brytyjski kierowca wyścigowy
  - Bruce Johnston, amerykański muzyk, wokalista, członek zespołu The Beach Boys
  - Antonio Munguía, meksykański piłkarz (zm. 2018)
  - Andon Qesari, albański aktor
  - Władysław Żabiński, polski rolnik, działacz opozycji antykomunistycznej, samorządowiec, polityk, poseł na Sejm RP (zm. 2023)
- 1943:
  - Helmut Howiller, niemiecki judoka (zm. 2024)
  - Bogusław Sławomir Kunda, polski pisarz, krytyk literacki (zm. 1991)
  - Harm Ottenbros, holenderski kolarz szosowy i torowy (zm. 2022)
- 1944:
  - Paul Koslo, kanadyjski aktor (zm. 2019)
  - Rajmund Moric, polski inżynier górnik, związkowiec, polityk, poseł na Sejm RP
  - Patrick Sercu, belgijski kolarz szosowy i torowy (zm. 2019)
- 1945:
  - Ammi Ajjalon, izraelski kontradmirał, polityk
  - Tadeusz Radwan, polski saneczkarz
  - Michał Sznajder, polski agronom, ekonomista rolny (zm. 2025)
- 1946:
  - Bruce Cribb, nowozelandzki żużlowiec
  - Piotr Skucha, polski duchowny katolicki, biskup pomocniczy sosnowiecki
- 1947:
  - François-Marie Banier, francuska pisarka
  - Krystyna Gucewicz-Przybora, polska dziennikarka, poetka, pisarka, satyryk, reżyserka, scenarzystka, krytyk sztuki
  - Tron Øgrim, norweski pisarz, dziennikarz, polityk (zm. 2007)
  - Hans Ooft, holenderski piłkarz, trener
  - Ryszard Załuska, polski nauczyciel, samorządowiec, prezydent Ostrołęki
- 1948:
  - Andrzej Korzeniowski, polski pilot samolotowy (zm. 2023)
  - Andrzej Kraszewski, polski naukowiec, polityk, minister środowiska
  - Bruno Musarò, włoski duchowny katolicki, arcybiskup, nuncjusz apostolski
  - Garij Napałkow, rosyjski skoczek narciarski
- 1949:
  - Michaił Chwastou, białoruski polityk, minister spraw zagranicznych, dyplomata
  - Kriengsak Kovithavanij, tajski duchowny katolicki, arcybiskup Bangkoku, kardynał
  - Nancy Schreiber, amerykańska operatorka filmowa
  - Günther Schumacher, niemiecki kolarz torowy
  - Vera Wang, amerykańska projektantka mody pochodzenia chińskiego
  - Janusz Zerbst, polski aktor
- 1950:
  - István Kovács, węgierski zapaśnik
  - Ken Marshall, amerykański aktor
  - Gabriela Masłowska, polska ekonomistka, polityk, poseł na Sejm RP
  - Ben Peterson, amerykański zapaśnik
  - Maciej Świeszewski, polski malarz, rysownik
- 1951:
  - Ulf Andersson, szwedzki szachista
  - Julia Duffy, amerykańska aktorka
  - Andy Evans, amerykański kierowca wyścigowy
  - Leonard Fraser, australijski seryjny morderca (zm. 2007)
  - Sidney Gutierrez, amerykański pilot wojskowy, astronauta pochodzenia meksykańskiego
  - Corneliu Ion, rumuński strzelec sportowy
  - Włodzimierz Jakób, polski sztangista (zm. 2020)
  - Mary McAleese, irlandzka polityk, prezydent Irlandii
  - Beno Otręba, polski basista, członek zespołu Dżem
  - Krzysztof Śniegocki, polski prawnik (zm. 2006)
- 1952:
  - Leszek Borkowski, polski bokser (zm. 2017)
  - Mars Di Bartolomeo, luksemburski dziennikarz, samorządowiec, polityk
  - Igor Gräzin, estoński prawnik, polityk
  - Kwon O-kyu, południowokoreański ekonomista, polityk
  - Bogusław Linda, polski aktor, scenarzysta, reżyser filmowy i teatralny, pedagog
  - Vladimír Malý, czeski lekkoatleta, skoczek wzwyż
  - Angelė Rupšienė, litewska koszykarka
  - Lydia Schénardi, francuska polityk (zm. 2020)
- 1953:
  - Carie Graves, amerykańska wioślarka (zm. 2021)
  - Andrzej Jaeschke, polski politolog, polityk, senator RP
  - Sabine Jahn, niemiecka wioślarka
  - Marek Koczwara, polski menedżer, polityk, poseł na Sejm RP
  - Wolfgang Schäffer, niemiecki kolarz torowy
  - Włodzimierz Zatorski, polski duchowny katolicki, benedyktyn, kaznodzieja, pisarz (zm. 2020)
- 1954:
  - Medil Aseo, filipiński duchowny katolicki, biskup Tagum
  - Jann Castor, polski muzyk, gitarzysta, kompozytor, poeta (zm. 2016)
  - Seth Neiman, amerykański kierowca wyścigowy
  - Władysław Ortyl, polski samorządowiec, polityk, senator RP
  - Anita Zagaria, włoska aktorka
- 1955:
  - Isabelle Adjani, francuska aktorka, piosenkarka
  - Barbara Bates, amerykańska projektantka mody
  - Peter Lovsin, słoweński piosenkarz, poeta
  - Janina Okrągły, polska lekarka, samorządowiec, polityk, poseł na Sejm RP
- 1956:
  - Larry Christiansen, amerykański szachista
  - Maria João, portugalska wokalistka jazzowa
- 1957:
  - Gabriella Dorio, włoska lekkoatletka, biegaczka średniodystansowa
  - Erik Hamrén, szwedzki piłkarz, trener
  - Geir Ivarsøy, norweski informatyk (zm. 2006)
  - Karlheinz Kopf, austriacki przedsiębiorca, polityk
- 1958:
  - Andrzej Biernacki, polski malarz, pedagog, krytyk sztuki, wydawca, właściciel galerii
  - Piotr Fijas, polski skoczek narciarski, trener
  - Witold Kozłowski, polski nauczyciel, samorządowiec, marszałek województwa małopolskiego
  - Janusz Krupiński, polski piłkarz, trener (zm. 2009)
  - Ahmad Wahidi, irański generał, polityk
- 1959:
  - Janusz Kamiński, amerykański operator i reżyser filmowy pochodzenia polskiego
  - Hennadij Kernes, ukraiński przedsiębiorca, samorządowiec, polityk pochodzenia żydowskiego (zm. 2020)
  - Ferdinando Meglio, włoski szablista
  - Jeff Miller, amerykański polityk
  - Khadja Nin, burundyjska wokalistka, muzyk
  - Pétur Pétursson, islandzki piłkarz
- 1960:
  - Janusz Darocha, polski pilot cywilny i sportowy
  - Craig Hodges, amerykański koszykarz
  - Axel Rudi Pell, niemiecki gitarzysta heavymetalowy
- 1961:
  - André Ahrlé, niemiecki kierowca wyścigowy
  - Marja van Bijsterveldt, holenderska działaczka samorządowa, polityk
  - Gerhard Strittmatter, niemiecki kolarz szosowy i torowy
- 1962:
  - Michael Ball, brytyjski piosenkarz, aktor musicalowy, prezenter radiowy i telewizyjny
  - Adrián Chávez, meksykański piłkarz, bramkarz
  - Dido, brazylijski piłkarz, trener
  - Ollanta Humala, peruwiański wojskowy, polityk, prezydent Peru
  - Tony Leung Chiu Wai, hongkoński aktor
  - Robert Majka, polski politolog, polityk, poseł na Sejm RP
- 1963:
  - Magdalena Majewska, polska dziennikarka i prezenterka telewizyjna
  - Inva Mula, albańska śpiewaczka operowa (sopran koloraturowy)
  - Peter Wu Junwei, chiński duchowny katolicki, prefekt apostolski Xinjiang (zm. 2022)
- 1964:
  - Stephan Brenninkmeijer, holenderski montażysta, reżyser, scenarzysta i producent filmowy
  - Wojciech Cejrowski, polski dziennikarz, satyryk, podróżnik, fotograf, pisarz, publicysta
  - Kai Diekmann, niemiecki dziennikarz
  - Bruce Kendall, nowozelandzki żeglarz sportowy
  - Serge Le Dizet, francuski piłkarz, trener
  - Chuck Person, amerykański koszykarz
- 1965:
  - Pablo Bengoechea, urugwajski piłkarz
  - Peter Bossu, belgijski i flamandzki pisarz, samorządowiec, polityk
  - Joseph Fornieri, amerykański historyk, politolog, wykładowca akademicki
  - Albert Henderickx, belgijski piłkarz
  - Grzegorz Janik, polski nauczyciel, polityk, poseł na Sejm RP
  - Simon Sebag Montefiore, brytyjski historyk, dziennikarz
  - Óscar Vega, hiszpański bokser
- 1966:
  - J.J. Abrams, amerykański aktor, kompozytor, reżyser, scenarzysta i producent filmowy i telewizyjny
  - Agnieszka Bartoszewicz, polska historyk, wykładowczyni akademicka
  - Aigars Kalvītis, łotewski polityk, premier Łotwy
  - Ko Jeong-woon, południowokoreański piłkarz
  - Mercedes Paz, argentyńska tenisistka
- 1967:
  - Andre Arendse, południowoafrykański piłkarz, bramkarz
  - Inha Babakowa, ukraińska lekkoatletka, skoczkini wzwyż pochodzenia litewskiego
  - Sylvie Fréchette, kanadyjska pływaczka synchroniczna
  - Ołeksandr Hereha, ukraiński przedsiębiorca, polityk, działacz sportowy
  - Jan Hřebejk, czeski aktor, reżyser i scenarzysta filmowy
  - Wasil Kapciuch, białoruski lekkoatleta, dyskobol
  - David Ngoombujarra, australijski aktor pochodzenia aborygeńskiego (zm. 2011)
  - Beata Rusinowska, polska działaczka samorządowa, polityk, poseł na Sejm RP
- 1968:
  - Kelly Ayotte, amerykańska polityk, senator
  - Ladislav Pecko, słowacki piłkarz, trener
  - Laurent Porchier, francuski wioślarz
  - Paul Rae, amerykański aktor
  - Stephen Barker Turner, amerykański aktor
  - Maksym (Vasiljević), serbski biskup prawosławny
- 1969:
  - Marcin Kędzierski, polski malarz, grafik
  - Miguel Viegas, portugalski ekonomista, weterynarz, wykładowca akademicki, związkowiec, polityk
- 1970:
  - Ahmed Ahmed, amerykański aktor, komik pochodzenia egipskiego
  - Régine Cavagnoud, francuska narciarka alpejska (zm. 2001)
  - Cecily von Ziegesar, amerykańska pisarka
- 1971:
  - Bołat Bakaułow, kazachski polityk
  - Dipendra Bir Bikram Shah Dev, król Nepalu, masowy morderca (zm. 2001)
  - Mohamed El Badraoui, marokański piłkarz
  - Sébastien Fournier, szwajcarski piłkarz
  - Kieren Keke, naurański lekarz, polityk
  - Serginho, brazylijski piłkarz
- 1972:
  - Chloë des Lysses, francuska aktorka pornograficzna, pisarka, dziennikarka
  - Jeanette Nilsen, norweska piłkarka ręczna, bramkarka
  - Ostap Semerak, ukraiński politolog, polityk
  - Dmytro Tymczuk, ukraiński podpułkownik, dziennikarz, aktywista społeczny, bloger (zm. 2019)
- 1973:
  - Simon Archer, brytyjski badmintonista
  - Olve Eikemo, norweski wokalista, muzyk, kompozytor, multiinstrumentalista, członek zespołu Immortal
- 1974:
  - Dendemann, niemiecki raper
  - Krzysztof Hetman, polski polityk, marszałek województwa lubelskiego, eurodeputowany
  - Christian Kane, amerykański aktor, wokalista, muzyk, autor piosenek
  - Rankica Sarenac, bośniacka koszykarka
  - Markus Zberg, szwajcarski kolarz szosowy i torowy
- 1975:
  - Carlton Chambers, kanadyjski lekkoatleta, sprinter
  - Roy Haylock, drag queen wcielający się w postać Bianci del Rio
  - Heli Kruger, fińska lekkoatletka, skoczkini w dal i trójskoczkini
  - Matthew Long, australijski wioślarz
  - Tobey Maguire, amerykański aktor
  - Mosese Rauluni, fidżyjski rugbysta
  - Esteban Andrés Suárez, hiszpański piłkarz, bramkarz
- 1976:
  - Jamie Behar, amerykański gitarzysta, wokalista, członek zespołu Off Minor
  - Luli Bitri, albańska aktorka
  - Urszula Grabowska, polska aktorka
  - Zoran Pavlovič, słoweński piłkarz
  - Maria Sadowska, polska piosenkarka, reżyserka, scenarzystka
- 1977:
  - Sabine Dünser, liechtensteińska wokalistka, członkini zespołu Elis (zm. 2006)
  - Liam Parsons, kanadyjski wioślarz
  - Efrem (Prosianok), rosyjski biskup prawosławny
  - Arkadiusz Radomski, polski piłkarz
  - Raúl, hiszpański piłkarz
  - Lajos Virág, węgierski zapaśnik
  - Tomas Žilinskas, litewski policjant, urzędnik państwowy, polityk
- 1978:
  - Apparat, niemiecki twórca i wykonawca muzyki elektronicznej
  - Fadel Brahami, algierski piłkarz
  - Agata Karczmarzewska-Pura, polska siatkarka
  - Ina Menzel, niemiecka biathlonistka
  - Marc Terenzi, amerykański muzyk, piosenkarz, model
- 1979:
  - Patricia Aranda, hiszpańska siatkarka
  - Cazwell, amerykański raper
  - Agnieszka Cegielska, polska prezenterka telewizyjna
  - Kim Hee-jung, południowokoreańska zapaśniczka
  - Peoria Koshiba, palauska lekkoatletka, sprinterka
  - Fabrizio Miccoli, włoski piłkarz
  - Rudy MRW, polski raper
  - Tommi Santala, fiński hokeista
  - Scott Taylor, amerykański polityk, kongresman
  - Antonio Wannek, niemiecki aktor, reżyser filmowy
- 1980:
  - Hugo Campagnaro, argentyński piłkarz
  - Priscah Jepleting Cherono, kenijska lekkoatletka, biegaczka długodystansowa i przełajowa
  - Duda, portugalski piłkarz
  - Leandro García Morales, urugwajski koszykarz
  - Dato Kwirkwelia, gruziński piłkarz
  - Lee Sook-ja, południowokoreańska siatkarka
  - Tomohiro Matsunaga, japoński zapaśnik
  - Alexander Peya, austriacki tenisista
  - Kevin Pietersen, południowoafrykański krykiecista
  - Dmitrij Pirog, rosyjski bokser
  - Wojciech Żołądkowicz, polski aktor
- 1981:
  - Younes Al Shibani, libijski piłkarz
  - Təvəkkül Bayramov, azerski zawodnik taekwondo
  - Rubén Castro, hiszpański piłkarz
  - Dawid Kostecki, polski bokser (zm. 2019)
  - Éric Prodon, francuski tenisista
  - Cléber Santana, brazylijski piłkarz (zm. 2016)
  - Eugen Tomac, rumuński polityk, eurodeputowany
  - Pamela Wilson, kanadyjska zapaśniczka
- 1982:
  - Pablo Azar, meksykański aktor
  - Energy Murambadoro, zimbabwejski piłkarz, bramkarz
  - Djenebou Sissoko, malijska koszykarka
  - Hanna Strzałkowska, polska piłkarka ręczna
  - Densill Theobald, ttrynidadzo-tobagijski piłkarz
- 1983:
  - Ibrahim Al-Ghanim, katarski piłkarz
  - Alsou, rosyjska piosenkarka pochodzenia tatarskiego
  - Kristin Karu, estońska lekkoatletka, tyczkarka
  - Anna Nentwig, polska lekkoatletka, sprinterka
  - Evan Taubenfeld, amerykański gitarzysta, wokalista
- 1984:
  - José Holebas, grecki piłkarz
  - Gökhan İnler, szwajcarski piłkarz pochodzenia tureckiego
  - Khloé Kardashian, amerykańska celebrytka, modelka, osobowość telewizyjna i radiowa pochodzenia ormiańskiego
  - Conor Lamb, amerykański polityk, kongresman
- 1985:
  - An Chol-hyok, północnokoreański piłkarz
  - Franziska Bremer, niemiecka siatkarka
  - Nicolás Canales, chilijski piłkarz
  - Patrik Fahlgren, szwedzki piłkarz ręczny
  - Laura Kenney, brytyjska lekkoatletka, biegaczka długodystansowa
  - Swietłana Kuzniecowa, rosyjska tenisistka
  - Nico Rosberg, niemiecki kierowca wyścigowy Formuły 1
  - Hiroyuki Taniguchi, japoński piłkarz
  - Stina Viktorsson, szwedzka curlerka
- 1986:
  - Drake Bell, amerykański aktor, piosenkarz
  - Jewgienija Bielakowa, rosyjska koszykarka
  - Sam Claflin, brytyjski aktor
  - Adil Hermach, marokański piłkarz
  - Kevin Hill, kanadyjski snowboardzista
  - LaShawn Merritt, amerykański lekkoatleta, sprinter
  - Laura Peredo, meksykańska zapaśniczka
  - Xie Limei, chińska lekkoatletka, skoczkini w dal
- 1987:
  - Merve Dalbeler, turecka siatkarka
  - Sek Henry, jamajsko-amerykański koszykarz
  - Kim Ji-sun, południowokoreańska curlerka
  - Rozalia Mancewicz, polska modelka, zdobywczyni tytułu Miss Polonia
  - James McRae, australijski wioślarz
  - Nikita Mielnikow, rosyjski zapaśnik
  - Ed Westwick, brytyjski aktor
- 1988:
  - Tomasz Cywka, polski piłkarz
  - Ben Daley, australijski rugbysta
  - Landry Fields, amerykański koszykarz
  - Luka Mezgec, słoweński kolarz szosowy
  - Célia Šašić, niemiecka piłkarka pochodzenia kameruńsko-francuskiego
  - Matthew Spiranovic, australijski piłkarz pochodzenia chorwackiego
  - Agata Tarczyńska, polska piłkarka
  - Kate Ziegler, amerykańska pływaczka
- 1989:
  - Sabino Brunello, włoski szachista
  - Florencia Natasha Busquets, argentyńska siatkarka
  - Krzysztof Ciecióra, polski urzędnik państwowy, wicewojewoda łódzki
  - Hwang Seok-ho, południowokoreański piłkarz
  - Damian Janikowski, polski zapaśnik
  - Piotr Kuleta, polski kajakarz, kanadyjkarz
  - Matthew Lewis, brytyjski aktor
  - Frank Stäbler, niemiecki zapaśnik
- 1990:
  - Mourad Batna, marokański piłkarz
  - Laura van der Heijden, holenderska piłkarka ręczna
  - Artur Mikołajczewski, polski wioślarz
  - Taylor Phinney, amerykański kolarz szosowy i torowy
- 1991:
  - Jordy Clasie, holenderski piłkarz
  - Justyna Plutowska, polska łyżwiarka figurowa
  - Piotr Robak, polski koszykarz
  - Kyle Smaine, amerykański narciarz dowolny (zm. 2023)
- 1992:
  - Michał Daszek, polski piłkarz ręczny
  - Deja McClendon, amerykańska siatkarka
  - Ferry Weertman, holenderski pływak długodystansowy
  - Joseph Young, amerykański koszykarz
- 1993:
  - Gabriela Gunčíková, czeska piosenkarka
  - Walentina Iwachnienko, rosyjska tenisistka pochodzenia ukraińskiego
  - Johanna Talihärm, estońska biathlonistka
- 1994:
  - Joanna Bemowska, polska lekkoatletka, chodziarka
  - Mitchell Hope, australijski aktor, model
  - Brice Johnson, amerykański koszykarz
  - Linn Persson, szwedzka biathlonistka
- 1995:
  - Jorge Bilbao, hiszpański koszykarz
  - Vladimir Egorov, macedoński zapaśnik
  - Kinga Grześków, polska akrobatka
  - Ryan Held, amerykański pływak
  - Otar Kakabadze, gruziński piłkarz
  - Monté Morris, amerykański koszykarz
  - Elena Perinelli, włoska siatkarka
  - Kiriłł Pogriebniak, rosyjski piłkarz
- 1996:
  - Lauren Jauregui, amerykańska piosenkarka, autorka tekstów
  - Zaur Kocyjew, rosyjski zapaśnik
  - Jarosława Simonienko, rosyjska siatkarka
- 1997:
  - Kim Kalicki, niemiecka bobsleistka
  - Hanene Salaouandji, algierska zapaśniczka
  - Gabriella Wilson, amerykańska piosenkarka, autorka piosenek
- 1998:
  - Jean-Ricner Bellegarde, francuski piłkarz pochodzenia haitańskiego
  - Marius Lindvik, norweski skoczek narciarski
  - Bor Pavlovčič, słoweński skoczek narciarski
- 1999:
  - Jamaree Bouyea, amerykański koszykarz
  - Ross Connelly, brytyjski zapaśnik
  - Omar Hani, jordański piłkarz
  - Chandler Riggs, amerykański aktor
  - Alexis Saelemaekers, belgijski piłkarz
- 2000 – Nail Umiarow, rosyjski piłkarz pochodzenia tatarskiego
- 2001:
  - Chelsea Hodges, australijska pływaczka
  - Jonathan Sirois, kanadyjski piłkarz, bramkarz
- 2002:
  - Jarrad Branthwaite, angielski piłkarz
  - Aarón Suárez, kostarykański piłkarz
  - Arina Uszakowa, rosyjska łyżwiarka figurowa
- 2003 – Tomokazu Harimoto, japoński tenisista stołowy
- 2004:
  - Hugo Larsson, szwedzki piłkarz
  - Cristhian Mosquera, hiszpański piłkarz pochodzenia kolumbijskiego

## Zmarli
- 444 – Cyryl z Aleksandrii, patriarcha Aleksandrii, doktor Kościoła, święty (ur. 376)
- 992 – Conan I Krzywy, książę Bretanii, hrabia Rennes (ur. 927)
- 1066 – Ariald, włoski arystokrata, kanonik, święty (ur. ok. 1066)
- 1087 – Henryk I, margrabia Marchii Północnej (ur. ok. 1055/65)
- 1162 – Odo II, książę Burgundii (ur. 1118)
- 1194 – Sancho VI Mądry, król Nawarry (ur. ok. 1133)
- 1211 – (lub 1214) Arnold z Lubeki, niemiecki benedyktyn, kronikarz (ur. ok. 1150)
- 1296 – Floris V, hrabia Holandii i Zelandii (ur. 1254)
- 1416 – Małgorzata, księżniczka cieszyńska, baronessa angielska (ur. ok. 1370)
- 1458 – Alfons V, król Aragonii i Neapolu (ur. 1396)
- 1487 – Antoni z Radomska, polski bernardyn, kaznodzieja (ur. ok. 1440)
- 1497 – Mikołaj II, książę niemodliński i opolski (ur. ok. 1465)
- 1540 – Antonio Montesinos, hiszpański dominikanin (ur. ok. 1475)
- 1543 – Agnolo Firenzuola, włoski poeta (ur. 1493)
- 1555 – Joazaf, rosyjski duchowny prawosławny, metropolita moskiewski (ur. ?)
- 1564 – Zofia Hohenzollern, elektorówna brandenburska (ur. 1541)
- 1574 – Giorgio Vasari, włoski historiograf sztuki, architekt, malarz (ur. 1511)
- 1603 – Jan Dymitr Solikowski, polski duchowny katolicki, arcybiskup Lwowa, pisarz, dyplomata (ur. 1539)
- 1614 – Maeda Toshinaga, japoński samuraj, daimyō (ur. 1562)
- 1622 – Samuel Korecki, polski książę, pułkownik, zagończyk (ur. ok. 1586)
- 1636 – Masamune Date, japoński samuraj (ur. 1567)
- 1638 – Cyryl Lukaris, grecki duchowny prawosławny, teolog, patriarcha Aleksandrii i patriarcha ekumeniczny Konstantynopola (ur. 1572)
- 1641 – Michiel van Mierevelt, niderlandzki malarz (ur. 1567)
- 1646 – Achille d’Estampes de Valençay, francuski kardynał, dyplomata (ur. 1593)
- 1654 – Johann Valentin Andreae, niemiecki pisarz, matematyk, teolog (ur. 1586)
- 1655 – Eleonora Gonzaga, cesarzowa rzymsko-niemiecka, królowa czeska i węgierska (ur. 1598)
- 1720 – Guillaume Amfrye de Chaulieu, francuski poeta (ur. 1639)
- 1730 – Jobst Hermann von Ilten, hanowerski polityk, dyplomata, urzędnik (ur. 1649)
- 1755 – Jozue II Kuareńczyk, cesarz Etiopii (ur. 1723)
- 1759 – Vincent de Gournay, francuski ekonomista (ur. 1712)
- 1762 – Edmé Bouchardon, francuski rzeźbiarz (ur. 1762)
- 1775 – Ignaz Günther, niemiecki rzeźbiarz (ur. 1725)
- 1794:
  - Anne d'Arpajon, francuska arystokratka, dama dworu (ur. 1729)
  - Claude Victor de Broglie francuski książę, dowódca wojskowy, polityk (ur. 1756)
  - Wenzel Anton von Kaunitz, austriacki polityk, kanclerz Austrii (ur. 1711)
- 1797 – Piotr Starzeński, polski szlachcic, pułkownik (ur. 1722)
- 1800 – Giovanni Battista Bussi de Pretis, włoski duchowny katolicki, biskup Jesi, kardynał (ur. 1721)
- 1805 – Johann Schultz, niemiecki duchowny i teolog luterański, filozof, matematyk (ur. 1739)
- 1807 – Michael Ignatius Klahr, niemiecki rzeźbiarz (ur. 1727)
- 1809 – Leopoldyna von Sternberg, księżna Liechtensteinu (ur. 1733)
- 1814 – Johann Friedrich Reichardt, niemiecki kompozytor, krytyk muzyczny (ur. 1752)
- 1827:
  - Johann Gottfried Eichhorn, niemiecki teolog protestancki (ur. 1752)
  - Robert Townson, brytyjski uczony, lekarz, podróżnik, badacz Tatr (ur. 1762)
- 1831:
  - Sophie Germain, francuska matematyk (ur. 1776)
  - Konstanty Romanow, wielki książę rosyjski, wielkorządca Królestwa Polskiego, wódz naczelny wojsk Królestwa Polskiego (ur. 1779)
- 1839 – Allan Cunningham, brytyjski podróżnik, botanik (ur. 1791)
- 1840 – Tomasz Toán, wietnamski męczennik i święty katolicki (ur. ok. 1764)
- 1844 – Joseph Smith, amerykański działacz religijny, polityk, przywódca mormonów (ur. 1805)
- 1848:
  - Denys Auguste Affre, francuski duchowny katolicki, arcybiskup paryski (ur. 1793)
  - Karolina Wendt, polska tancerka baletowa (ur. 1822)
  - Heinrich Zschokke, niemiecki pisarz, wykładowca akademicki, wolnomularz (ur. 1771)
- 1860 – Ludwik Bierkowski, polski chirurg (ur. 1801)
- 1862 – Samuel Watson Black, amerykański wojskowy, polityk (ur. 1816)
- 1863 – Zygmunt Sierakowski, polski generał armii rosyjskiej, działacz niepodległościowy, dowódca powstania styczniowego na Żmudzi (ur. 1827)
- 1870 – George Villiers, brytyjski arystokrata, polityk, dyplomata (ur. 1800)
- 1871 – Thomas Johns Perry, amerykański prawnik, polityk (ur. 1807)
- 1876:
  - Christian Gottfried Ehrenberg, niemiecki przyrodnik, lekarz (ur. 1795)
  - Harriet Martineau, brytyjska feministka, abolicjonistka, ekonomistka, dziennikarka, filozof (ur. 1802)
- 1879 – Małgorzata Bays, szwajcarska tercjarka franciszkańska, stygmatyczka, błogosławiona (ur. 1815)
- 1883:
  - Ludwig Most, niemiecki malarz (ur. 1807)
  - William Spottiswoode, brytyjski matematyk, fizyk (ur. 1825)
- 1885 – Ludwika Teresa de Montaignac, francuska zakonnica, błogosławiona (ur. 1820)
- 1893 – Ondřej Boleslav Petr, czeski aktor, pedagog (ur. 1853)
- 1895 – Sophie Adlersparre, szwedzka feministka, wydawczyni, redaktorka, pisarka (ur. 1823)
- 1900 – Ermanno Carlotto, włoski oficer marynarki wojennej (ur. 1878)
- 1904:
  - Anatole de Bartélemy, francuski archeolog, numizmatyk (ur. 1821)
  - Bronisław Skibniewski, polski ziemianin, finansista (ur. 1830)
- 1905 – Harold Mahony, irlandzki tenisista (ur. 1867)
- 1906:
  - Pierre-Marie Osouf, francuski duchowny katolicki, misjonarz, pierwszy arcybiskup tokijski (ur. 1829)
  - Jadwiga Papi, polska pisarka, tłumaczka, publicystka, pedagog (ur. 1843)
- 1907 – Dmytro Ostapczuk, ukraiński działacz społeczny, polityk (ur. 1844)
- 1908 – Jan Adamowicz-Piliński, polski publicysta, wydawca (ur. 1864)
- 1910 – Cyrus Thomas, amerykański entomolog, archeolog, wykładowca akademicki (ur. 1825)
- 1911 – Heinrich Dietel, niemiecki przemysłowiec (ur. 1839)
- 1913 – Philip Lutley Sclater, brytyjski prawnik, zoolog, wykładowca akademicki (ur. 1829)
- 1915:
  - Helen McNicoll, kanadyjska malarka (ur. 1879)
  - Władimir Tokarew, rosyjski generał (ur. 1867)
- 1916 – Stefan Luchian, rumuński malarz, grafik (ur. 1868)
- 1917:
  - Karl Allmenröder, niemiecki pilot wojskowy, as myśliwski (ur. 1896)
  - Gustav von Schmoller, niemiecki ekonomista, wykładowca akademicki (ur. 1838)
- 1918 – Joséphin Péladan, francuski pisarz (ur. 1858)
- 1919:
  - Adam Maciejowski, polski duchowny katolicki, poeta, prozaik, publicysta (ur. 1874)
  - Karl Emil Ståhlberg, fiński inżynier, fotograf, pionier kinematografii (ur. 1862)
  - Peter Sturholdt, amerykański bokser (ur. 1885)
- 1923 – Ledi Sayadaw, birmański mnich buddyjski (ur. 1846)
- 1925 – Victor Röhrich, niemiecki historyk, wykładowca akademicki, polityk (ur. 1862)
- 1927 – Jan Gołdyn, polski kapitan piechoty, działacz niepodległościowy (ur. 1898)
- 1929 – Paul Groussac, francuski pisarz, krytyk literacki (ur. 1848)
- 1930 – Kakuca Czolokaszwili, gruziński arystokrata, pułkownik (ur. 1888)
- 1932:
  - Paul Grawitz, niemiecki patolog, wykładowca akademicki (ur. 1850)
  - Hagbart Steffens, norweski żeglarz sportowy (ur. 1874)
- 1933 – Melania Lipińska, polsko-francuska lekarka, historyk medycyny (ur. 1865)
- 1934:
  - Karoline Bjørnson, norweska aktorka (ur. 1835)
  - Hagbart Steffens, norweski żeglarz sportowy (ur. 1874)
  - Milton Work, amerykański brydżysta, teoretyk i popularyzator brydża (ur. 1864)
- 1935 – Nikodem Caro, polsko-niemiecki chemik pochodzenia żydowskiego (ur. 1871)
- 1936 – Bernard Rubin, brytyjsko-australijski kierowca wyścigowy, pilot (ur. 1896)
- 1937:
  - Aleksander Saloni, polski nauczyciel, muzyk, folklorysta (ur. 1866)
  - Donka Uszlinowa, bułgarska sierżant (ur. 1880)
- 1940:
  - Władysław Bartosik, polski major dyplomowany piechoty (ur. 1890)
  - Harry Burton, brytyjski egiptolog, fotograf (ur. 1879)
  - Frederick Merriman, brytyjski przeciągacz liny (ur. 1873)
  - Stanisław Maciątek, polski duchowny katolicki, działacz społeczny (ur. 1889)
- 1941:
  - Iwan Czmoła, ukraiński nauczyciel, działacz społeczny i wojskowy (ur. 1892)
  - Ignacy Dobiasz, polski duchowny katolicki, salezjanin, męczennik, Sługa Boży (ur. 1880)
  - Napoleon Gąsiorowski, polski bakteriolog (ur. 1876)
  - Franciszek Harazim, polski duchowny katolicki, salezjanin, męczennik, Sługa Boży (ur. 1885)
  - Piotr Łaguna, polski podpułkownik pilot (ur. 1905)
  - Jan Świerc, polski duchowny katolicki, salezjanin, męczennik, Sługa Boży (ur. 1877)
  - Piotr Tacenko, radziecki polityk (ur. 1907)
  - Kazimierz Wojciechowski, polski duchowny katolicki, salezjanin, męczennik, Sługa Boży (ur. 1904)
- 1942 – Józef Prądzyński, polski duchowny katolicki, polityk, senator RP, działacz konspiracyjny (ur. 1877)
- 1943 – Edward O’Rourke, polski duchowny katolicki, biskup gdański (ur. 1876)
- 1944 – Milan Hodža, słowacki polityk, premier Czechosłowacji (ur. 1878)
- 1945 – Emil Hácha, czeski prawnik, polityk, prezydent Czechosłowacji i Protektoratu Czech i Moraw (ur. 1872)
- 1946 – Jan Rys-Rozsévač, czeski polityk, kolaborant (ur. 1901)
- 1947 – Jürgen Wagner, niemiecki funkcjonariusz i zbrodniarz nazistowski (ur. 1901)
- 1949:
  - Władysław Łukasiuk, polski kapitan, żołnierz AK, uczestnik podziemia antykomunistycznego (ur. 1906)
  - Frank Smythe, brytyjski wspinacz, pisarz, fotograf, botanik (ur. 1900)
- 1950:
  - Milada Horáková, czeska polityk (ur. 1901)
  - Záviš Kalandra, czeski historyk, publicista, teoretyk literatury (ur. 1902)
  - Maurice Langeron, francuski lekarz, mykolog, parazytolog, paleobotanik (ur. 1874)
  - Teofil (Paszkowski), rosyjski biskup prawosławny (ur. 1874)
- 1951:
  - John Martin, brytyjski strzelec sportowy (ur. 1868)
  - Luigi Rizzo, włoski oficer marynarki wojennej (ur. 1887)
- 1952:
  - Elmo Lincoln, amerykański aktor (ur. 1889)
  - Barney Solomon, brytyjski rugbysta (ur. 1883)
  - Nikołaj Strażesko, ukraiński lekarz internista (ur. 1876)
- 1953 – Mary Anderson, amerykańska bizneswoman, wynalazczyni (ur. 1866)
- 1954 – Jonas Bendorius, litewski kompozytor, dyrygent, pedagog (ur. 1889)
- 1955:
  - Martin A. Hansen, duński pisarz (ur. 1909)
  - Kunegunda Siwiec, polska świecka zakonnica, mistyczka, Służebnica Boża (ur. 1876)
- 1956 – Tadeusz Cieślewski (ojciec), polski malarz (ur. 1870)
- 1957:
  - Hermann Buhl, austriacki alpinista, himalaista (ur. 1924)
  - Ludwik Leszko, polski malarz (ur. 1890)
- 1960:
  - Kazimierz Bassalik, polski botanik, mikrobiolog (ur. 1879)
  - Lottie Dod, brytyjska tenisistka, łuczniczka (ur. 1871)
  - Pierre Monatte, francuski działacz związkowy (ur. 1881)
  - Harry Pollitt, brytyjski działacz komunistyczny (ur. 1890)
  - Slim Whitaker, amerykański aktor (ur. 1893)
- 1962 – Zygmunt Okołów, polski inżynier, żołnierz AK (ur. 1902)
- 1963:
  - John Maurice Clark, amerykański ekonomista (ur. 1884)
  - Max Marcuse, niemiecki dermatolog, seksuolog (ur. 1877)
- 1965 – Harry Porter, amerykański lekkoatleta, skoczek wzwyż (ur. 1882)
- 1967 – Jerzy Bajan, polski pilot myśliwski i sportowy (ur. 1901)
- 1969:
  - Władysław Fabisiak, polski aktor (ur. 1903)
  - Helena Gasperska-Krygier, polska działaczka komunistyczna (ur. 1899)
  - Adam Kruczkowski, polski ekonomista, polityk, poseł na Sejm PRL (ur. 1930)
- 1970:
  - Daniel Kinsey, amerykański lekkoatleta, płotkarz (ur. 1902)
  - Charles Lelong, francuski lekkoatleta, sprinter (ur. 1891)
  - Lauritz Schmidt, norweski przedsiębiorca, żeglarz sportowy (ur. 1897)
- 1973:
  - Earl Browder, amerykański działacz komunistyczny (ur. 1891)
  - Stanisław Jasiukiewicz, polski aktor (ur. 1921)
  - Ida Mett, francuska anarchistka pochodzenia żydowskiego (ur. 1901)
- 1974:
  - Tony Cargnelli, austriacki piłkarz, trener (ur. 1889)
  - Kazimierz Podlasiecki, polski grafik (ur. 1923)
  - Tadeusz Uchwat, polski nauczyciel, polityk, poseł na Sejm PRL (ur. 1908)
- 1975:
  - Wim Landman, holenderski piłkarz, bramkarz (ur. 1921)
  - Henryk Spodzieja, polski piłkarz (ur. 1919)
  - Robert Stolz, austriacki kompozytor (ur. 1880)
  - Geoffrey Ingram Taylor, brytyjski fizyk, wykładowca akademicki (ur. 1886)
- 1977:
  - Nikifor Biganienko, radziecki generał major (ur. 1914)
  - Wiktor Lemantowicz, radziecki oficer, polski generał brygady (ur. 1897)
- 1979 – Antoni Gołubiew, polski pisarz, publicysta (ur. 1907)
- 1980:
  - Walter Dornberger, niemiecki generał, inżynier (ur. 1895)
  - Juliusz Willaume, polski historyk (ur. 1904)
- 1981 – Jerzy Wójcik, polski dziennikarz, działacz partyjny (ur. 1936)
- 1983 – Juliusz Kalinowski, polski aktor (ur. 1888)
- 1984 – Oswald Jacoby, amerykański brydżysta (ur. 1902)
- 1985:
  - Joanna Poraska, polska aktorka, reżyserka (ur. 1902)
  - Iljas Sarkis, libański polityk, prezydent Libanu (ur. 1924)
- 1987:
  - František Šafránek, czeski piłkarz (ur. 1931)
  - Billy Snedden, amerykański polityk (ur. 1926)
- 1988:
  - Wasilij Jemieljanow, radziecki naukowiec, polityk (ur. 1901)
  - Alfons Łosowski, polski rzeźbiarz, malarz, rysownik (ur. 1908)
  - Aparicio Méndez, urugwajski prawnik, polityk, prezydent Urugwaju (ur. 1904)
  - Dżon Ter-Tatewosjan, ormiański kompozytor (ur. 1926)
  - Andrzej Trochanowski, polski kolarz szosowy, trener (ur. 1932)
  - Louis Versijp, belgijski piłkarz, trener (ur. 1908)
- 1989 – Alfred Jules Ayer, brytyjski filozof analityczny, lewicowy intelektualista (ur. 1910)
- 1990 – José Clemente Maurer, boliwijski duchowny katolicki pochodzenia niemieckiego, arcybiskup Sucre, kardynał (ur. 1900)
- 1991 – Roger Bourrat, francuski duchowny katolicki, biskup Rodez (ur. 1925)
- 1992:
  - Georg Årlin, szwedzki aktor, reżyser filmowy (ur. 1916)
  - Allan Jones, amerykański aktor (ur. 1907)
- 1993 – Aleksander Holas, polski architekt, konserwator zabytków (ur. 1911)
- 1994:
  - Jacques Berthier, francuski kompozytor, organista (ur. 1923)
  - Sam Hanks, amerykański kierowca wyścigowy (ur. 1914)
- 1996 – Albert R. Broccoli, amerykański producent filmowy (ur. 1909)
- 1997 – Ondino Viera, urugwajski piłkarz, trener (ur. 1901)
- 1999:
  - Jeorjos Papadopulos, grecki wojskowy, polityk, premier Grecji (ur. 1919)
  - Alfred Robens, brytyjski przemysłowiec, polityk (ur. 1910)
- 2000:
  - Pierre Pflimlin, francuski polityk, premier Francji, przewodniczący Parlamentu Europejskiego (ur. 1907)
  - Andrzej Zuberbier, polski duchowny katolicki, teolog (ur. 1922)
- 2001:
  - Tove Jansson, fińska pisarka, malarka, ilustratorka i rysowniczka komiksowa pochodzenia szwedzkiego (ur. 1914)
  - Jack Lemmon, amerykański aktor (ur. 1925)
  - Aleksander Paszyński, polski polityk, senator RP, minister budownictwa (ur. 1928)
- 2002:
  - John Entwistle, brytyjski basista, wokalista, autor tekstów, członek zespołu The Who (ur. 1944)
  - Georgi Sokołow, bułgarski piłkarz (ur. 1942)
- 2003:
  - Stefania Matysiewicz, polska malarka i poetka ludowa (ur. 1916)
  - Szczepan Waczyński, polski koszykarz, trener i sędzia koszykarski (ur. 1938)
- 2004 – Jean Graczyk, francuski kolarz szosowy pochodzenia polskiego (ur. 1933)
- 2006:
  - Ángel Reséndiz, amerykański seryjny morderca (ur. 1959)
  - Henryk Zydorczak, polski pilot szybowcowy (ur. 1930)
- 2007:
  - Patrick Allotey, ghański piłkarz (ur. 1978)
  - Nikołaj Amielko, radziecki admirał (ur. 1914)
  - Géza Domokos, rumuński polityk, pisarz pochodzenia węgierskiego (ur. 1928)
  - Ashraf Marwan, egipski przedsiębiorca, agent izraelski (ur. 1945)
  - Rusłan Odżijew, rosyjski terrorysta (ur. ?)
  - Dragutin Tadijanović, chorwacki poeta (ur. 1905)
- 2008:
  - Raymond Lefèvre, francuski kompozytor, pianista (ur. 1929)
  - Nicolae Linca, rumuński bokser (ur. 1929)
  - Edward Niemczyk, polski działacz sportowy (ur. 1927)
- 2009 – Gale Storm, amerykańska aktorka, piosenkarka (ur. 1922)
- 2010:
  - Ken Coates, brytyjski socjolog, publicysta, polityk, pacyfista (ur. 1930)
  - Perika Gjezi, albański aktor (ur. 1949)
  - Andreas Okopenko, austriacki pisarz pochodzenia ukraińskiego (ur. 1930)
- 2011:
  - Mike Doyle, angielski piłkarz (ur. 1946)
  - Erling Olsen, duński ekonomista, polityk (ur. 1927)
  - Maciej Zembaty, polski poeta, muzyk, scenarzysta filmowy, tłumacz (ur. 1944)
- 2013:
  - Stefano Borgonovo, włoski piłkarz (ur. 1964)
  - Alain Mimoun, francuski lekkoatleta, długodystansowiec (ur. 1921)
- 2014:
  - Leslie Manigat, haitański polityk, prezydent Haiti (ur. 1930)
  - Bernard Popp, amerykański duchowny katolicki, biskup pomocniczy San Antonio (ur. 1917)
  - Raszid as-Sulh, libański polityk, premier Libanu (ur. 1926)
  - Bobby Womack, amerykański piosenkarz (ur. 1944)
- 2015:
  - Chris Squire, amerykański basista, członek zespołu Yes (ur. 1948)
  - Boris Szyłkow, rosyjski łyżwiarz szybki (ur. 1927)
- 2016:
  - Krzysztof Bazylow, polski dziennikarz i działacz sportowy (ur. 1945)
  - Caçapava, brazylijski piłkarz (ur. 1954)
  - Henry Sebastian D’Souza, indyjski duchowny katolicki, arcybiskup Kalkuty (ur. 1926)
  - Bud Spencer, włoski pływak, aktor (ur. 1929)
  - Amar Sułojew, rosyjski kick-boxer, zawodnik MMA (ur. 1976)
  - Alvin Toffler, amerykański socjolog, futurolog, pisarz pochodzenia żydowskiego (ur. 1928)
- 2017:
  - Peter Berger, amerykański socjolog (ur. 1929)
  - Piotr Bikont, polski dziennikarz, publicysta, krytyk kulinarny (ur. 1955)
  - Michael Bond, brytyjski pisarz, autor literatury dziecięcej (ur. 1926)
  - Mikael Nyqvist, szwedzki aktor (ur. 1960)
  - Mustafa Talas, syryjski wojskowy, polityk, minister obrony (ur. 1932)
- 2018:
  - Jack Carroll, australijski rugbysta (ur. 1925)
  - Harlan Ellison, amerykański pisarz science fiction (ur. 1934)
  - Steve Soto, amerykański gitarzysta i wokalista rockowy (ur. 1963)
- 2019 – Jānis Skredelis, łotewski trener piłkarski (ur. 1939)
- 2020:
  - Belaid Abdessalam, algierski polityk, premier Algierii (ur. 1928)
  - Linda Cristal, argentyńska aktorka (ur. 1931)
  - Giuseppe Matarrese, włoski duchowny katolicki, biskup Frascati (ur. 1934)
  - Ilija Petković, serbski piłkarz, trener (ur. 1945)
- 2021:
  - Silvano Bertini, włoski bokser (ur. 1940)
  - Czesław Jarmusz, polski fotograf (ur. 1929)
- 2022:
  - Renato Ascencio León, meksykański duchowny katolicki, biskup Ciudad Juárez (ur. 1939)
  - Mats Traat, estoński pisarz, scenarzysta, tłumacz (ur. 1936)
  - Joe Turkel, amerykański aktor (ur. 1927)
- 2023:
  - Mieczysław Krauze, polski pediatra, profesor nauk medycznych (ur. 1924)
  - Jakub Ulewicz, polski aktor (ur. 1967)
- 2024:
  - Cristina Alberdi, hiszpańska prawnik, polityk, minister spraw społecznych (ur. 1946)
  - Manuel Fernandes, portugalski piłkarz, trener (ur. 1951)
  - Landry N’Guémo, kameruński piłkarz (ur. 1985)
  - Alberto Tricarico, włoski duchowny katolicki, arcybiskup, nuncjusz apostolski (ur. 1927)
- 2025:
  - Yves Camus, francuski lekkoatleta, sprinter (ur. 1930)
  - William Dellinger, amerykański lekkoatleta, długodystansowiec (ur. 1934)
  - Joseph Sartoris, amerykański duchowny katolicki, biskup pomocniczy Los Angeles (ur. 1927)
  - Ileana Silai, rumuńska lekkoatletka, biegaczka średniodystansowa (ur. 1941)